# یک مشت تمشک
یک مشت تمشک نام یک کتاب ادبی است که توسط اینیاتسیو سیلونه، نویسندهٔ اهل ایتالیا نوشته شده‌است.

## خلاصه داستان

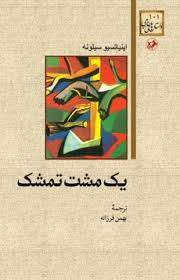

در دهکده سن لو گا، واقع در جنوب ایتالیا، حزب کمونیست ایتالیا در حال عضوگیری و سازمان دهی تشکیلات حزبی خودش است. حزب کمونیست ایتالیا در چنین شرایطی تصمیم می گیرند تا فعالیت سیاسی خود را علنی کند ، بدیهی است که در این راه از حمایت سیاسی و مالی برادر خوانده بزرگش ( حزب کمونیست شوروی) برخوردار بود. مرکز فعالیت حزب در دره سن لوکا قرار داشت و رولو دوناتیس که از اهالی همین دره بود به عنوان مسئول دفتر سیاسی حزب در سن لوکا انتخاب شده بود.
روکو دوناتیس سالها در حزب خدمت کرده و مأ موریتهای مختلفی را اجرا کرده بود . رهبری حزب در رم کاملاً او را می شناخت و به او اعتماد کامل داشت . روکو با دختری اطریشی و یهودی مسلک به نام استلا زندگی می کرد.آنها در حزب با هم آشنا شده بودند، مجموعه‌ای از همین دلایل بود که حزب را از نظر مومنانش بالاتر از هر حقیقتی قرار می داد ، هر کس هر آنچه که نداشت را در حزب جستجو می‌کرد، هر آنچه که از کودکی ، نوجوانی و جوانی در آرزوی به دست آوردنش شب ها به خواب می رفت و صبح ها از خواب بر می خواست. قدرت، شهرت، عشق، عدالت ، حقیقت، مبارزه با فساد یا نابرابری ، فقر و فحشا و... همه و همه در حزب یافت می‌شد. حزب برای فرصت‌طلبان راهی برای رسیدن به مکنت و نردبان ترقی قدرت بود و برای مومنان صادق و متعصب خود مظهر حقیقت و عدالت اجتماعی و نیروی پیشرو برای رهبری گذارا از بورژوازی به تولید سوسیالیستی...